# Adega (restaurante)
A Adega era um restaurante português no bairro de Little Portugal, em San José, Califórnia. Fundado em 2015, em 2016 tornou-se o primeiro restaurante da cidade a ser galardoado com uma estrela Michelin. No verão de 2023, os proprietários anunciaram que o restaurante iria fechar no final do ano, para ser substituído por uma segunda localização do Petiscos, um restaurante português mais informal com os mesmos chefes.

## História
O Adega abriu no final de 2015 como um café, localizado no bairro Little Portugal, em San José, e substituiu o Sousa's, também um restaurante português, que ocupou o edifício durante 33 anos. Os proprietários são Carlos e Fernanda Carreira, que são importadores de vinho e residentes locais; os chefes de cozinha são a sua filha Jessica Carreira, uma patissier, e o seu marido David Costa, que se conheceram quando trabalhavam no Eleven, um restaurante com duas estrelas Michelin em Lisboa. O restaurante serve comida tradicional portuguesa.

### Estrela Michelin
Em outubro de 2016, o Adega foi galardoado com uma estrela Michelin, a primeira para um restaurante em San José e a segunda para um restaurante português nos Estados Unidos; Carreira, de 23 anos, é também um dos mais jovens chefes a receber o prêmio, e uma das poucas mulheres.
O restaurante manteve a sua estrela em 2017, mas perdeu-a em 2018; recuperou-a em 2021.

### Restaurantes derivados
Em novembro de 2019, os proprietários da Adega abriram uma padaria e café no centro de San José, Pastelaria Adega. Em novembro de 2020, no Bairro SoFA, abriram o Petiscos, um restaurante casual que oferece pequenos pratos, que em 2023 foi adicionado ao Guia Michelin e posteriormente à lista Bib Gourmand.

### Encerramento
Em julho de 2023, foi anunciado que o Adega encerraria em dezembro de 2023 e seria substituído por uma segunda localização do Petiscos.